# Johan Ludvig Heiberg
Johan Ludvig Heiberg (ur. 14 grudnia 1791 w Kopenhadze, zm. 25 sierpnia 1860 w Bonderup na Zelandii) – duński komediopisarz, krytyk literacki i teatralny oraz estetyk.
Syn Petera Andreasa Heiberga i Thomasine Christine Gyllembourg . W Paryżu studiował filozofię. Promował w Danii filozofię Georga Wilhelma Friedricha Hegela i był jednym z pierwszych heglistów w tym kraju. Wykładał filologię na uniwersytecie w Kilonii (1822–25)  . W Kopenhadze wydawał czasopismo „Kjøbenhavns flyvende Post”/„Interimsblade” (1827–28, 1830, 1834–37) , na którego łamach polemizowano ze wczesnym duńskim romantyzmem Oehlenschlägera zapoczątkowanym napisaniem przez niego w 1802 Złotych rogów, zakończonym przyjęciem przez Heiberg helgizmu w 1824. Heiberg zarzucał Oehlenschlägerowi porzucenie romantyzmu na skutek prostoty i klarowności jego twórczości. W latach 1849–56 był dyrektorem teatru w Kopenhadze  .
Pisał wodewile, część z nich dla swojej żony Johanne Luise z d. Pätges.

## Wybrane utwory
(źródło)
- Proroctwo Tycho Brahego (Tycho Brahes Spaadom; 1819)
- O wodewilu (Om Vaudevillen; 1826)
- Kwietniowi głupcy (Aprilsnarrene; 1826)
- Et Eventyr (1827)
- Przygoda w ogrodzie Rosenborg (Rosenborg Have; 1827)
- Wzgórze elfów (Elverhøj; 1828)
- Dusza po śmierci (En sjæl efter døden; 1840)